# Пайн-Гроув (округ Портедж, Вісконсин)
Пайн-Гроув (англ. Pine Grove) — місто (англ. town) в США, в окрузі Портедж штату Вісконсин. Населення — 873 особи (2020).

## Демографія
Згідно з переписом 2010 року, у місті мешкало 937 осіб у 359 домогосподарствах у складі 243 родин. Було 398 помешкань
Расовий склад населення:
| - 91,2 % — білих - 0,5 % — корінних американців - 0,3 % — чорних або афроамериканців - 0,3 % — азіатів - 0,1 % — вихідців з тихоокеанських островів - 4,6 % — осіб інших рас |

До двох чи більше рас належало 2,9 %. Частка іспаномовних становила 16,1 % від усіх жителів.
За віковим діапазоном населення розподілялося таким чином: 25,1 % — особи молодші 18 років, 64,1 % — особи у віці 18—64 років, 10,8 % — особи у віці 65 років та старші. Медіана віку мешканця становила 37,6 року. На 100 осіб жіночої статі у місті припадало 112,0 чоловіків;  на 100 жінок у віці від 18 років та старших — 102,3 чоловіків також старших 18 років.
Середній дохід на одне домашнє господарство  становив 53 547 доларів США (медіана — 45 417), а середній дохід на одну сім'ю — 62 029 доларів (медіана — 57 708). Медіана доходів становила 40 441 долар для чоловіків та 34 028 доларів для жінок. За межею бідності перебувало 19,9 % осіб, у тому числі 28,6 % дітей у віці до 18 років та 8,4 % осіб у віці 65 років та старших.
Цивільне працевлаштоване населення становило 409 осіб. Основні галузі зайнятості: виробництво — 21,8 %, сільське господарство, лісництво, риболовля — 17,1 %, освіта, охорона здоров'я та соціальна допомога — 15,4 %.